# ساگا گنجی
ساگا گنجی (به ژاپنی: 嵯峨源氏) یک شاخه از خاندان میناموتو بود. منشأ این خاندان میناموتو نو ماکوتو پسر امپراتور ساگا پنجاه و دومین امپراتور ژاپن بود.